# Irene Cadurisch
Irene Cadurisch (* 23. Oktober 1991 in Samedan) ist eine Schweizer Biathletin. Sie nahm bisher an drei Olympischen Winterspielen teil und wurde 2018 in Pyeongchang Achte im Sprint.

## Karriere
Irene Cadurisch bestritt ihre ersten internationalen Rennen seit 2007 im Europacup der Juniorinnen, dem späteren IBU-Cup. Erste internationale Meisterschaft wurden die Juniorenweltmeisterschaften 2008 in Ruhpolding, bei denen die Schweizerin 58. des Einzels, 45. des Sprints, 43. des Verfolgungsrennens und mit Elisa Gasparin und Stephanie Schnydrig 13. des Staffelrennens wurde. Es dauerte einige Zeit, bis Cadurisch in Oberhof bei den Juniorenrennen der Sommerbiathlon-Weltmeisterschaften 2009 bei den Wettkämpfen auf Rollski 25. des Sprints, 13. der Verfolgung und Neunte im Staffelwettbewerb wurde. Es dauerte erneut etwa anderthalb Jahre, bis sie im Rahmen der Juniorenweltmeisterschaften 2011 in Nové Město na Moravě erneut bei einem Grossereignis zum Einsatz kam. Cadurisch wurde 45. des Einzels, 40. des Sprints, 18. der Verfolgung sowie mit Gasparin und Schnydrig Staffelsechste. Daran schlossen sich die Juniorinnenrennen bei den Europameisterschaften 2011 in Ridnaun an, bei denen die Schweizerin die Ränge sieben im Einzel, 21 im Sprint, 22 in der Verfolgung und mit Schnydrig, Mario Dolder und Serafin Wiestner fünf im Mixed-Staffelrennen erreichte. Bei den Juniorenweltmeisterschaften 2012 in Kontiolahti wurde sie Zehnte im Sprint, 21. in Sprint und Verfolgung sowie Achte im Staffelrennen. Cadurisch ist mehrfache Titelträgerin und Medaillengewinnerin bei Schweizer Jugend- und Juniorinnenmeisterschaften.
2008 bestritt Cadurisch ihre ersten Rennen im IBU-Cup der Frauen und gewann als 35. eines Einzels sofort Punkte. In Ridnaun erreichte sie mit einem 12. Platz in einem Einzel ihr bislang bestes Resultat in der Rennserie. In Oberhof kam sie 2012 zu ihrem ersten Einsatz im Weltcup und wurde 69. des Sprints. Erste internationale Meisterschaft bei den Frauen wurden die Weltmeisterschaften 2012 in Ruhpolding, wo Cadurisch mit Elisa sowie Selina Gasparin und Patricia Jost mit der Schweizer Staffel überrundet und 21. wurde. Es war die erste WM-Teilnahme einer Frauenstaffel aus der Schweiz. Nach Saisonende stieg Cadurisch in den B-Kader auf. 2013/14 kam sie neunmal im Weltcup zum Einsatz und konnte in Pokljuka mit Platz 19 und 29 in Sprint und Verfolgung ihre ersten Weltcuppunkte sammeln. Schon zuvor nahm sie an den Olympischen Winterspielen 2014 im russischen Sotschi teil. Das Einzelrennen beendete Cadurisch auf Rang 36. In der Staffel erreichte sie gemeinsam mit den Gasparin-Schwestern Selina, Elisa und Aita als Schlussläuferin den achten Rang.
Zur Saison 2014/15 kam Irene Cadurisch in den Schweizer A-Kader, gehörte allerdings nur an vier Wochenenden dem Weltcupteam an und holte keine Weltcuppunkte. Dies änderte sich in der Saison 2015/16. Cadurisch nahm an sieben Weltcupwochenenden teil, fuhr wieder Punkte ein und war festes Mitglied der Schweizer Damenstaffel. Im März krönte sich Cadurisch in Realp außerdem zur zweifachen Schweizer Biathlonmeisterin. Nachdem sie den vorolympischen Winter fast ausschließlich im IBU-Cup verbracht hatte, war Cadurisch 2017/18 eine feste Größe im Weltcupteam. Zu einem Höhepunkt wurden die Olympischen Winterspiele 2018 in Pyeongchang in Südkorea für sie. Im Sprint wurde Cadurisch mit einem Schießfehler Achte – ihre erste Top-10-Platzierung in der ersten Liga des Biathlon. Sie war beste Schweizerin und ließ Olympiasiegerinnen wie Darja Domratschawa und Anastasiya Kuzmina hinter sich. In der darauffolgenden Verfolgung fiel Cadurisch auf Rang 16 zurück. Am Ende der Spiele durfte sie ihren ersten Massenstart überhaupt laufen. Sie wurde mit vier Fehlern 28. In der Damenstaffel wurde sie mit Elisa Gasparin, Lena Häcki und Selina Gasparin – erneut als Schlussläuferin – Sechste. Alles in allem waren die Olympischen Spiele für Cadurisch also sehr erfolgreich, da sie durchgehend überdurchschnittliche Ergebnisse erzielte.
Im darauffolgenden Sommer unterzog Cadurisch sich einer Operation am Zeh. Infolgedessen und eines Infekts beendete sie die folgende Saison vorzeitig Ende Februar, nachdem sie nur zwei IBU-Cup-Rennen beendet und ein Weltcup-Rennen abgebrochen hatte. Erst in der übernächsten Saison gelang es Cadurisch, wieder regelmäßig im Weltcup zu laufen. In jener Saison erzielte sie auch ihr bestes Ergebnis im Gesamtweltcup mit Rang 49. Bei den Biathlon-Weltmeisterschaften 2021 in Pokljuka wurde Cadurisch im Einzelrennen Achte und in der Single-Mixed-Staffel gemeinsam mit Benjamin Weger Neunte. Somit holte sie ihre beiden besten Einzelergebnisse bei Großveranstaltungen. 2022 nahm sie an den Olympischen Winterspielen 2022 in Peking teil. Als Startläuferin der Damenstaffel brach sie dort allerdings in ihrer Schlussrunde mit Kreislaufproblemen zusammen.
In der Folge bestritt Cadurisch fast zwei Jahre keine Wettkämpfe. Seit Januar 2024 ist sie wieder im IBU-Cup im Einsatz.

## Statistik

### Weltcupplatzierungen
Die Tabelle zeigt alle Platzierungen (je nach Austragungsjahr einschliesslich Olympische Spiele und Weltmeisterschaften).
- 1.–3. Platz: Anzahl der Podiumsplatzierungen
- Top 10: Anzahl der Platzierungen unter den ersten zehn (einschliesslich Podium)
- Punkteränge: Anzahl der Platzierungen innerhalb der Punkteränge (einschliesslich Podium und Top 10)
- Starts: Anzahl gelaufener Rennen in der jeweiligen Disziplin

| Platzierung          | Einzel | Sprint | Verfolgung | Massenstart | Staffel | Gesamt |
| -------------------- | ------ | ------ | ---------- | ----------- | ------- | ------ |
| 1. Platz             |        |        |            |             |         |        |
| 2. Platz             |        |        |            |             |         |        |
| 3. Platz             |        |        |            |             |         |        |
| Top 10               | 1      | 1      |            |             | 9       | 11     |
| Punkteränge          | 2      | 7      | 6          | 1           | 25      | 41     |
| Starts               | 13     | 39     | 18         | 1           | 26      | 97     |
| Stand: 10. März 2025 |        |        |            |             |         |        |

### Olympische Winterspiele
Ergebnisse bei Olympischen Winterspielen:
|                                             | Einzelwettbewerbe | Einzelwettbewerbe | Einzelwettbewerbe | Einzelwettbewerbe | Staffelwettbewerbe | Staffelwettbewerbe |
| Sprint                                      | Verfolgung        | Einzel            | Massenstart       | Damenstaffel      | Mixedstaffel       |                    |
| ------------------------------------------- | ----------------- | ----------------- | ----------------- | ----------------- | ------------------ | ------------------ |
| Olympische Winterspiele 2014 \| Sotschi     | −                 | −                 | 36.               | −                 | 8.                 | −                  |
| Olympische Winterspiele 2018 \| Pyeongchang | 8.                | 16.               | −                 | 28.               | 6.                 | −                  |
| Olympische Winterspiele 2022 \| Peking      | −                 | −                 | −                 | −                 | DNF                | −                  |

### Weltmeisterschaften
Ergebnisse bei den Weltmeisterschaften:
| Weltmeisterschaften | Weltmeisterschaften | Einzel | Sprint | Verfolgung | Massenstart | Staffel | Mixedstaffel | Single-Mixedstaffel |
| Jahr                | Ort                 | Einzel | Sprint | Verfolgung | Massenstart | Staffel | Mixedstaffel | Single-Mixedstaffel |
| ------------------- | ------------------- | ------ | ------ | ---------- | ----------- | ------- | ------------ | ------------------- |
| 2012                | Ruhpolding          | −      | −      | –          | –           | 21.     | –            |                     |
| 2016                | Oslo                | 73.    | 46.    | 51.        | –           | 16.     | –            |                     |
| 2021                | Pokljuka            | 8.     | −      | −          | –           | −       | –            | 9.                  |